# Pernik
Pour les autres significations, voir Pernik (oblast).
Pernik (bulgare : Перник) — entre 1949 et 1962, Dimitrovo (bulgare : Димитрово) — est une ville de l'Ouest de la Bulgarie.

## Géographie
La ville de Pérnik est située dans l'Ouest de la Bulgarie, à 32 km au sud-ouest de la capitale Sofia. Elle se trouve dans un bassin alluvionnaire formé par le fleuve Strouma. 
Pérnik est le chef lieu de la commune et Pérnik et de la province de Pernik.

## Jumelages
| Ville | Ville          | Pays | Pays              | Période                   |
| ----- | -------------- | ---- | ----------------- | ------------------------- |
|       | Balachikha,    |      | Russie            |                           |
|       | Caen           |      | France            |                           |
|       | Cardiff        |      | Royaume-Uni       |                           |
|       | Elektrostal,   |      | Russie            | depuis octobre 2004       |
|       | Graz           |      | Autriche          |                           |
|       | Huai'an        |      | Chine             | depuis le 10 octobre 2011 |
|       | Héraklion      |      | Grèce             |                           |
|       | Kavadarci (en) |      | Macédoine du Nord |                           |
|       | Kočani (en)    |      | Macédoine du Nord | depuis le 27 janvier 2024 |
|       | Las Vegas      |      | États-Unis        |                           |
|       | Lausanne       |      | Suisse            |                           |
|       | Ljubljana      |      | Slovénie          |                           |
|       | Louhansk       |      | Ukraine           |                           |
|       | Lublin,        |      | Pologne           | depuis le 21 juin 2001    |
|       | Magdebourg     |      | Allemagne         |                           |
|       | Milan          |      | Italie            |                           |
|       | Nilüfer        |      | Turquie           |                           |
|       | Obrenovac      |      | Serbie            |                           |
|       | Orcha,         |      | Biélorussie       | depuis 2008               |
|       | Orosei         |      | Italie            |                           |
|       | Ovar,          |      | Portugal          | depuis le 26 juillet 1998 |
|       | Pantelej       |      | Serbie            |                           |
|       | Pardubice,     |      | Tchéquie          | depuis 2008               |
|       | Rožaje         |      | Monténégro        |                           |
|       | Skopje         |      | Macédoine du Nord |                           |
|       | Split          |      | Croatie           |                           |
|       | Veles (en)     |      | Macédoine du Nord |                           |

## Économie
Pérnik est le principal centre métallurgique bulgare. L'usine s'appelle désormais Stomana industry.
Du fait de cette industrie et de la géographie de la ville,  elle est la plus polluée d'Europe selon l'Agence européenne de l'Environnement.

## Éducation et culture

### Patrimoine matériel
- Église Saint-Élie de Mochino

### Patrimoine immatériel
La région a préservé la tradition populaire de la Sourva, qui est inscrite depuis 2015 sur la Liste représentative du patrimoine culturel immatériel de l’humanité. À la fin de janvier de chaque année, s'y tient un festival costumé, Sourva.

## Galerie

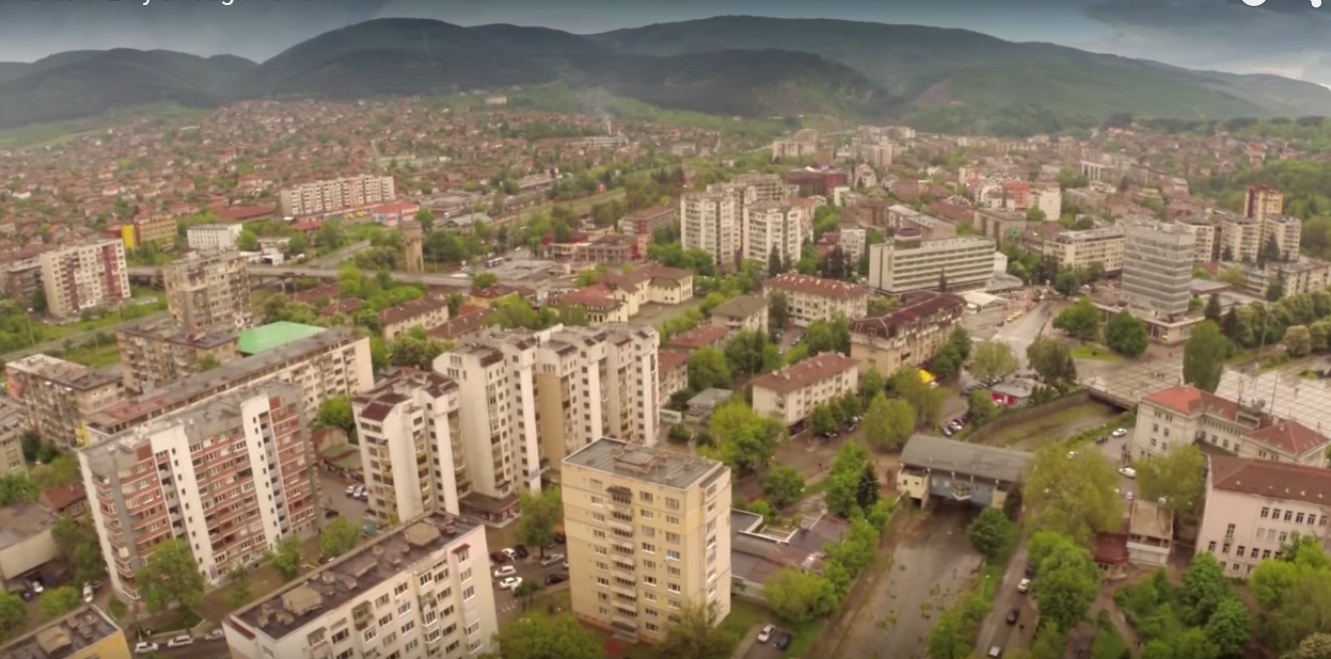
Le centre-ville
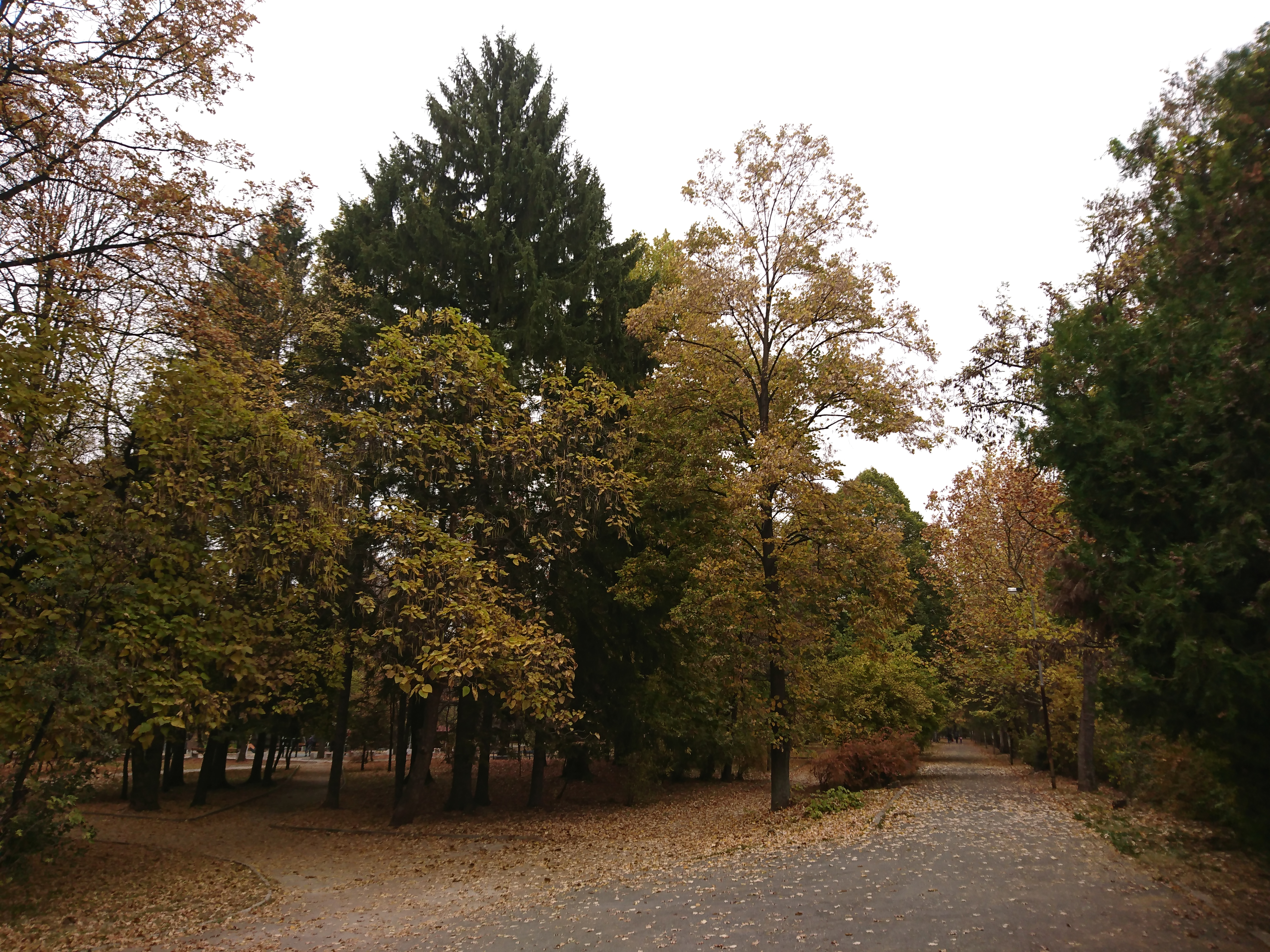
Le parc central de la ville en automne
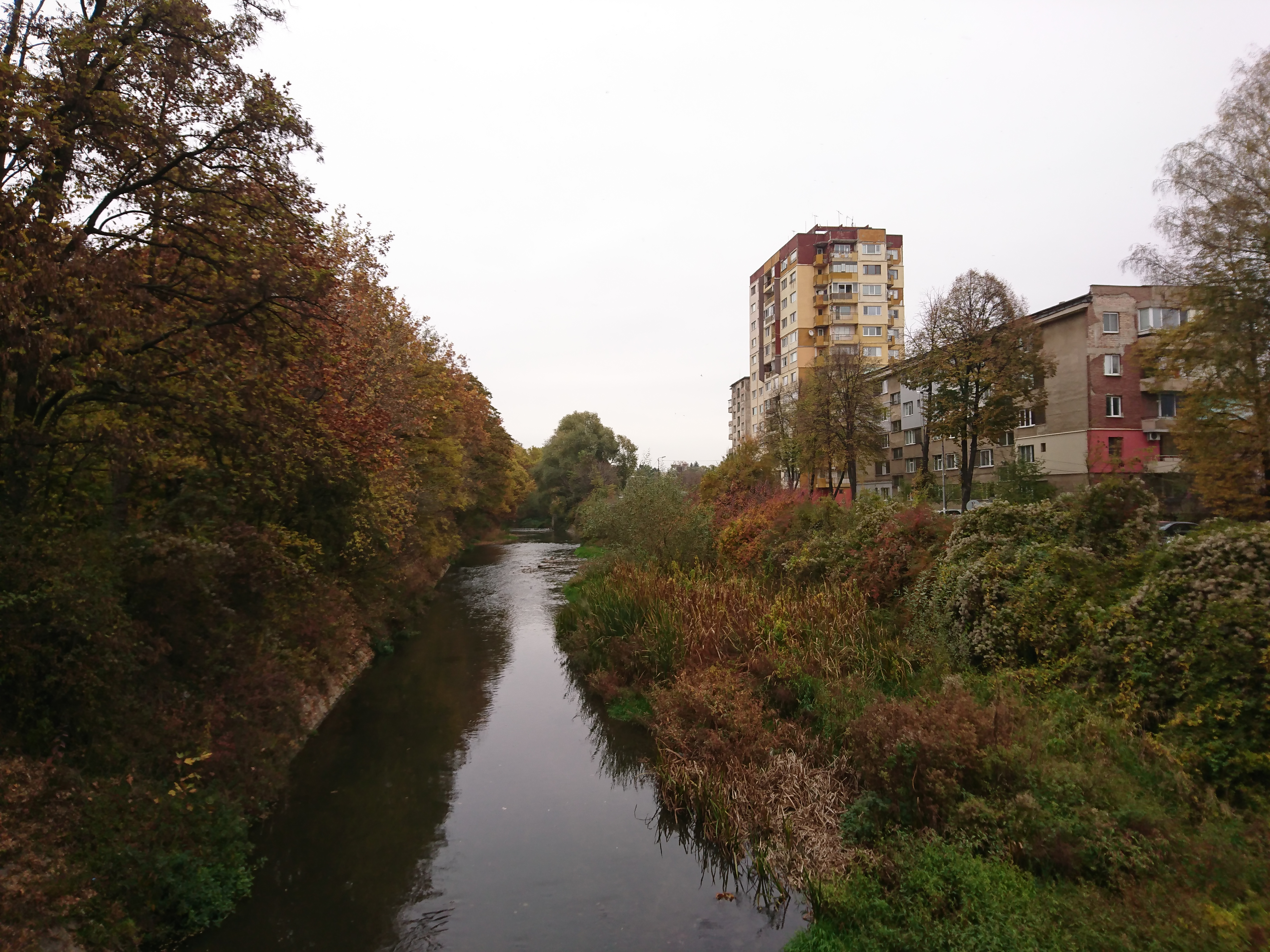
Le fleuve Strouma
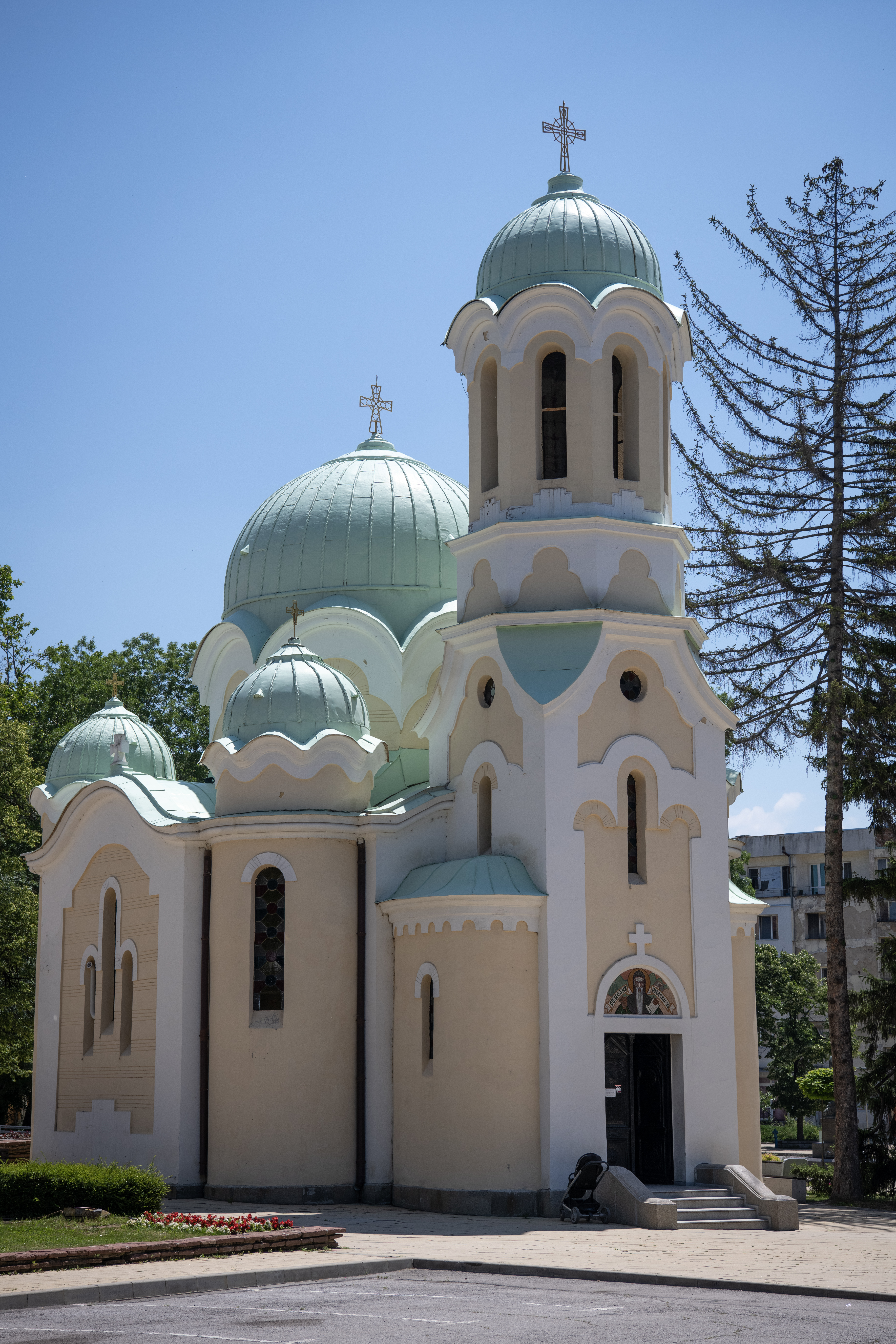
L'église Saint-Jean de Rila dans le centre-ville
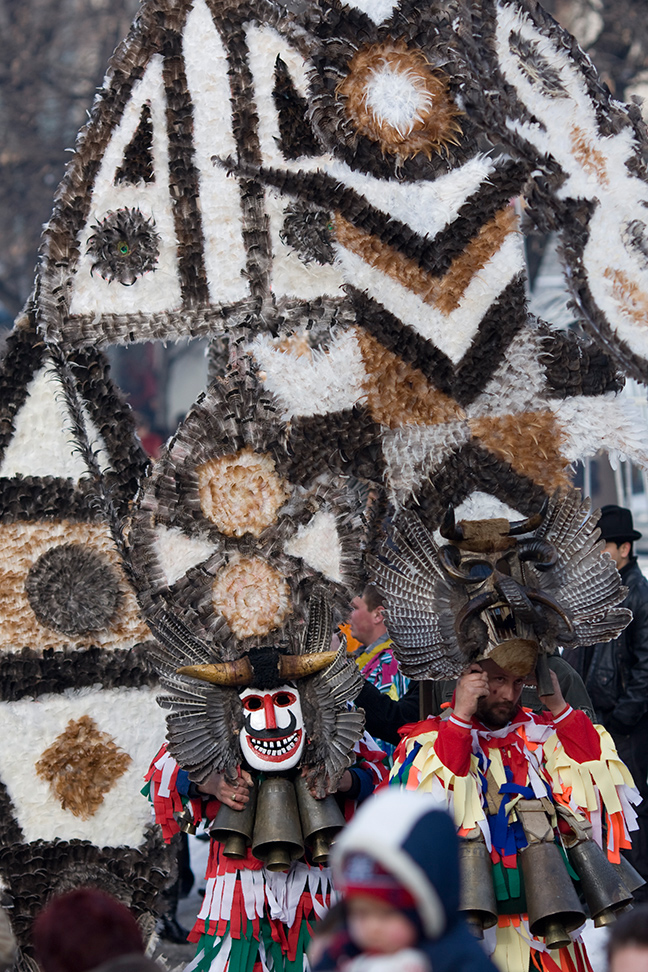
La fête de la Sourva
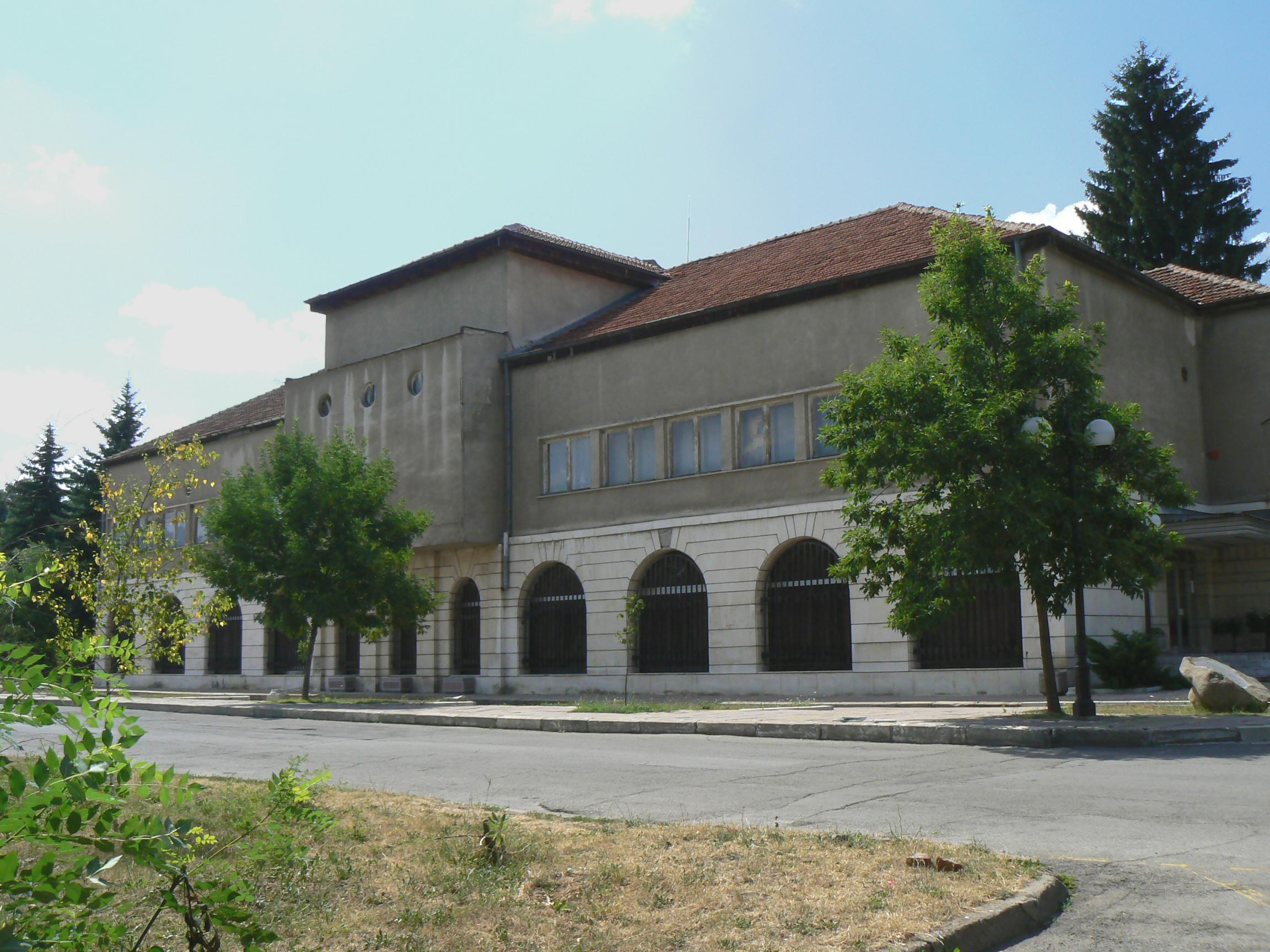
Le musée municipal d'histoire locale
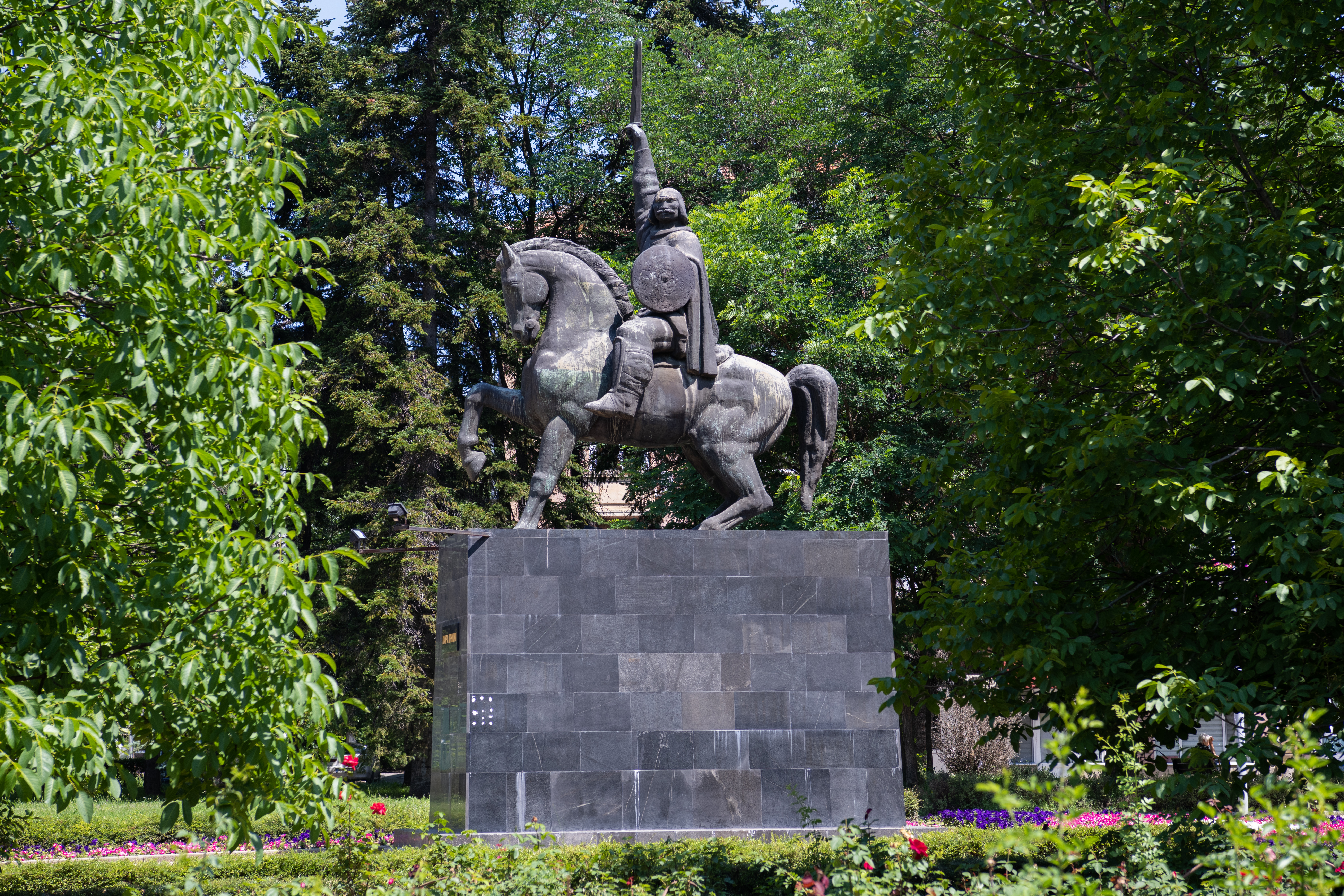
Le monument de Krakra
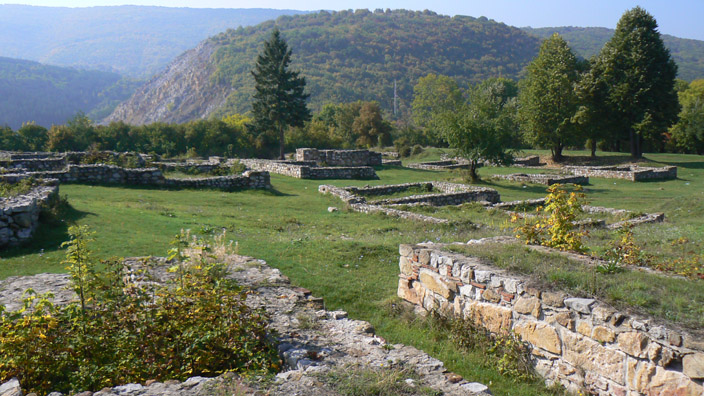
Les ruines de la forteresse de Krakra
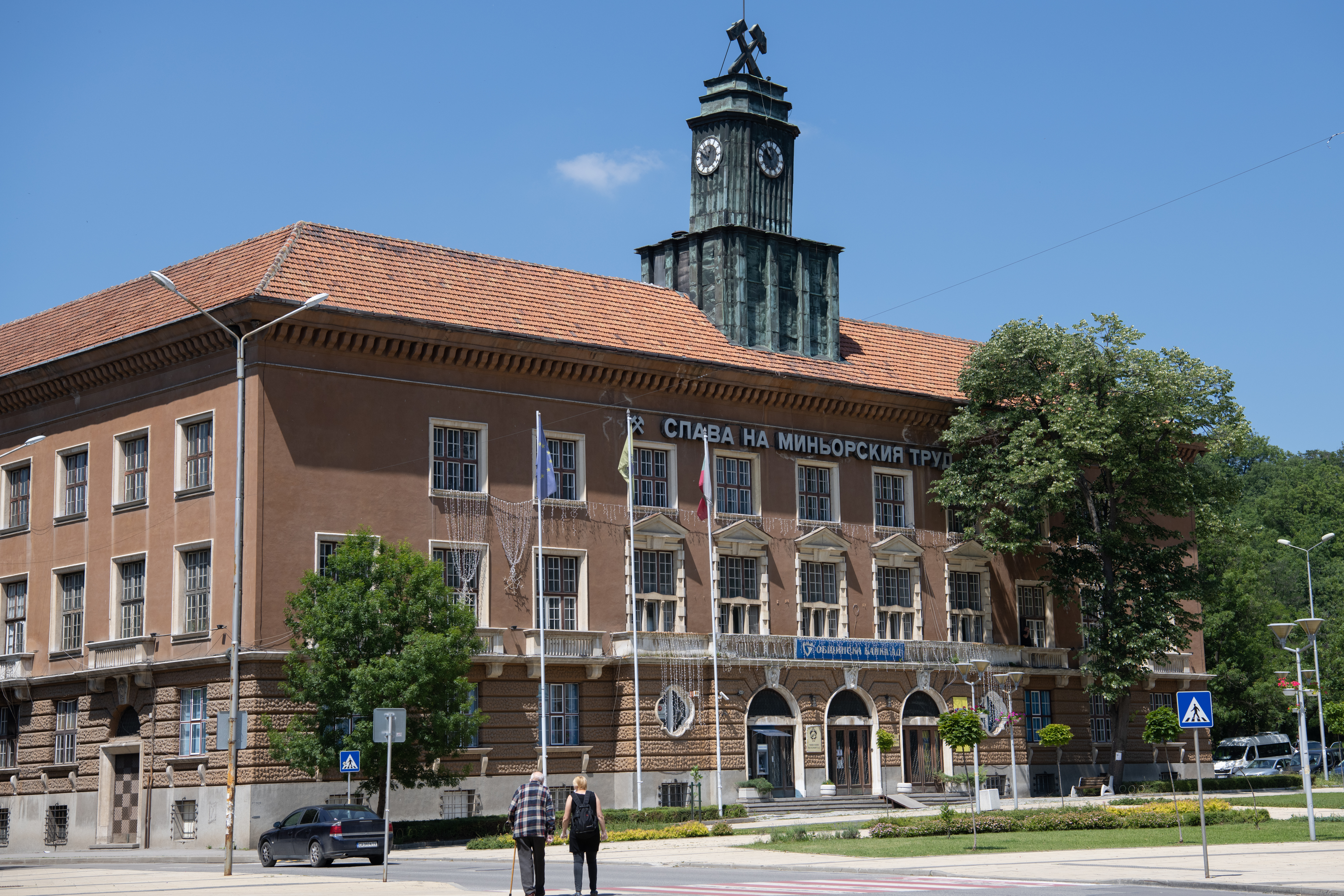
Le bâtiment de l'ancienne direction des mines
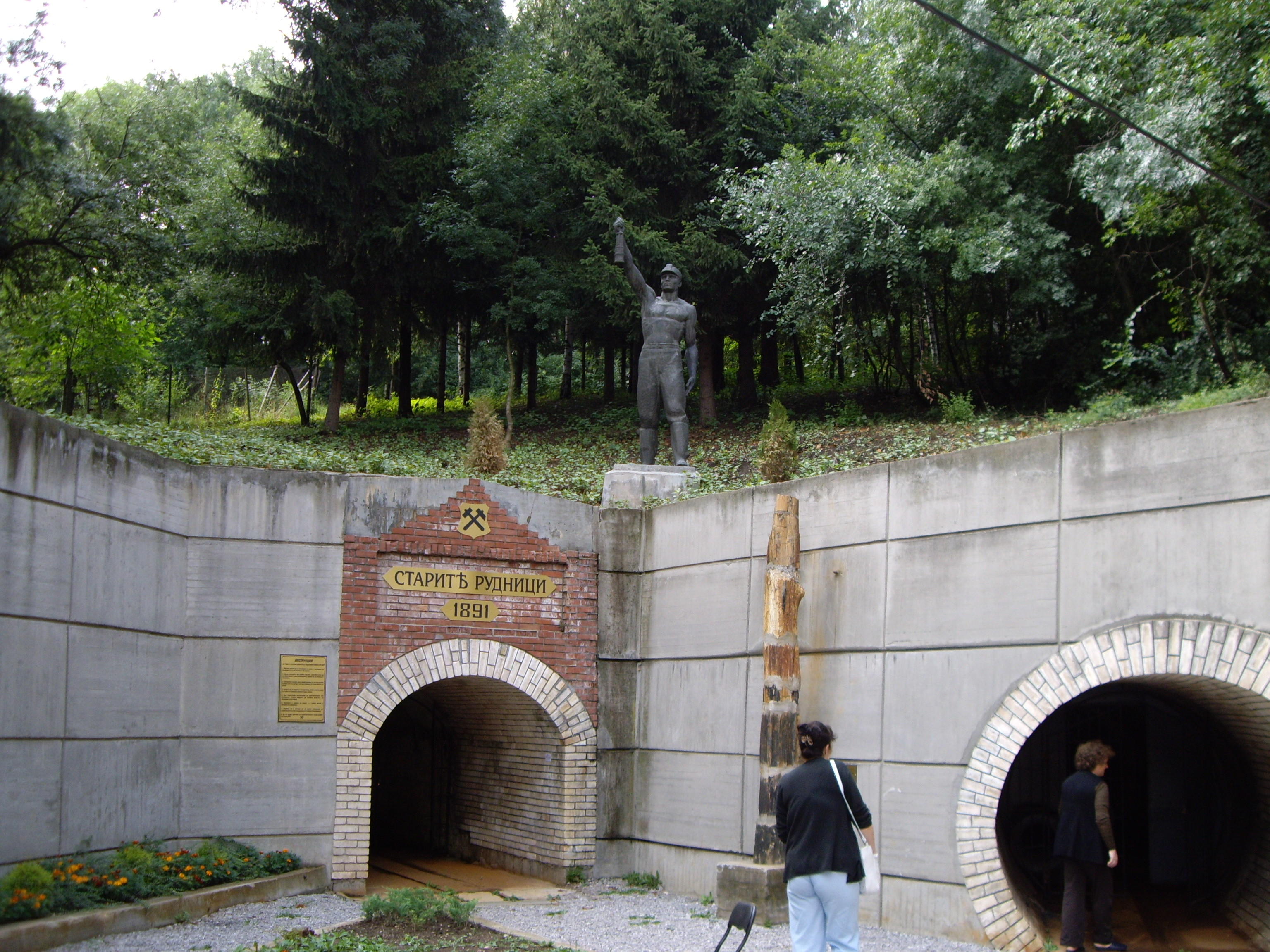
L'entrée du musée de la mine
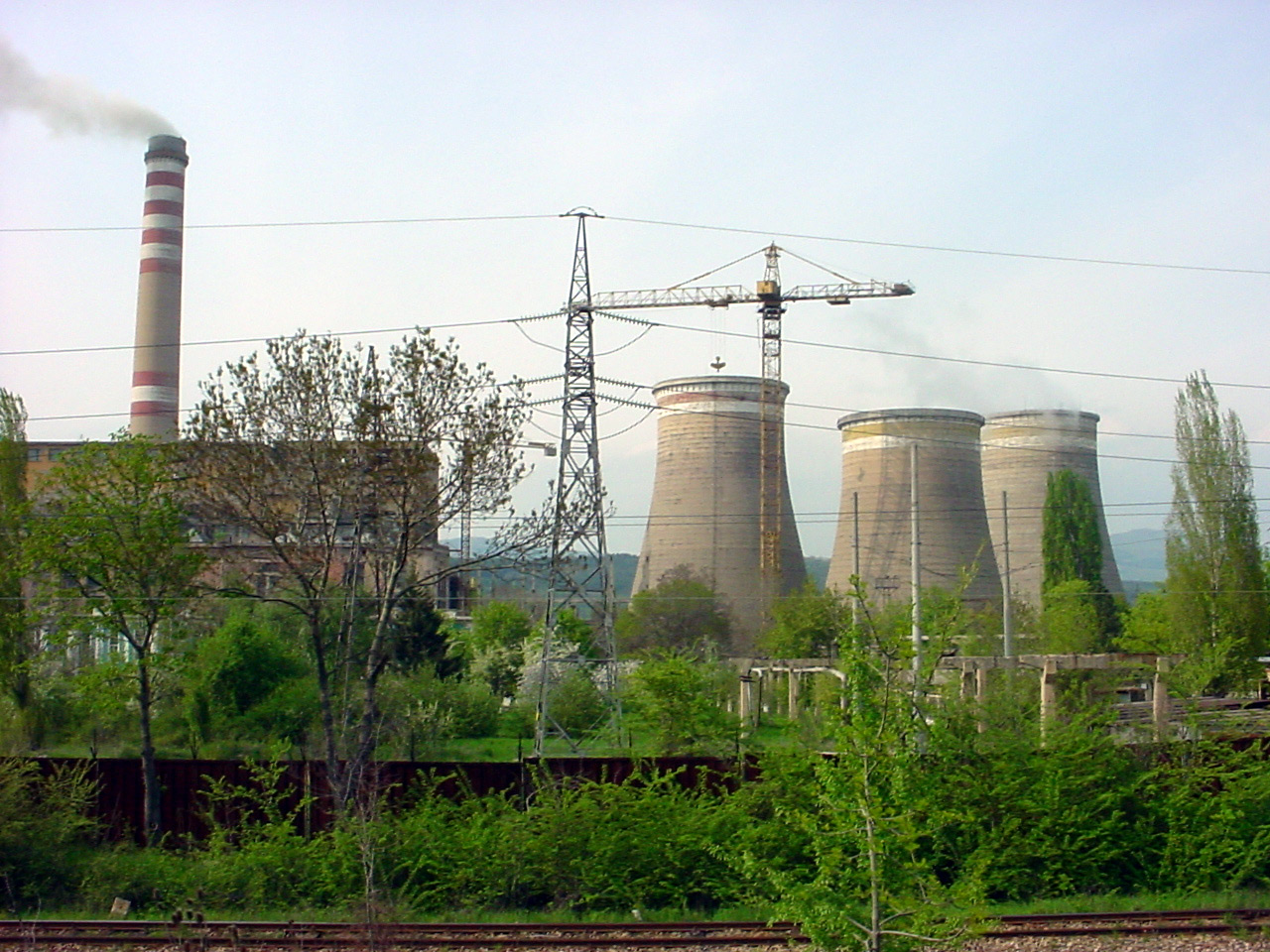
La centrale électrique